# Emile Sweron

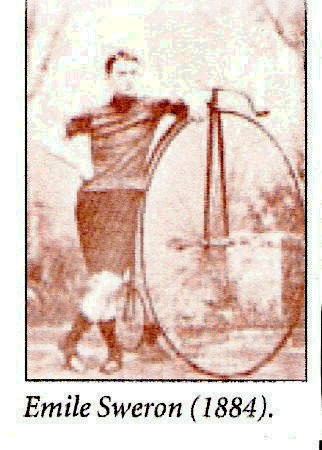
Emile Sweron

Emile Sweron (Elsene, 24 januari 1864 - ?) was een Belgisch wielrenner.
Hij werd in 1884 Belgisch kampioen hoge bi in Oostende. 
De hevige stormwind bemoeilijkte het aanzienlijk om de hoge bi's om rechtop te houden en vooruit te krijgen.
Emile Sweron die met een kleiner voorwiel reed dan algemeen
favoriet Emile De Beuckelaer, nam er merkelijk voordeel bij. Omdat er nog geen
versnellingen bestonden, was de diameter van het aangedreven wiel bepalend voor het verzet. 
De Beuckelaer kreeg de pedalen onvoldoende rond door een foute wielkeuze en
werd tweede.
Sweron won deze 10.000 meter wedstrijd in een tijd van 22 min. 12 s (13).